# 杭濟 (弘治進士)
杭濟（1452年1月29日—1534年），字世卿，號澤西，直隸常州府宜興縣人，民籍，明朝政治人物。

## 生平
弘治五年（1492年）壬子科應天府鄉試第一百三十二名舉人。弘治六年（1493年）中式癸丑科會試第二百三十二名，二甲第四十三名進士。授吏部稽勋司主事，进考功司员外郎，歷官吏部稽勋司郎中，十七年四月升福建按察司副使提调学校。正德四年（1509年）六月升福建右参政，分守邵武，六年正月考察去職，坐調廣西。丁父憂，服闋，十年十月复除河南右参政，分守南阳，十一年六月升福建右布政使，十二年正月考察去職。嘉靖十三年卒，春秋八十三。

## 家族
曾祖杭敏；祖父杭徵；父杭倫，母王氏。兄杭溥，弟杭淵、杭淮、杭瀾、杭濂、杭洵、杭淎。

## 著作
《澤西集》、《联句集》、《砥柱山賦》。